# Judy Chu
Judy May Chu (Los Ángeles, 7 de julio de 1953) es una política estadounidense del Partido Demócrata, que se desempeña como miembro de la Cámara de Representantes de los Estados Unidos desde 2009. Primero lo hizo por el 32.º distrito congresional de California, y desde 2013 por el 27.º distrito. Es la primera mujer estadounidense de origen chino elegida al Congreso de los Estados Unidos.

## Biografía

### Primeros años, educación y carrera temprana
Nació en 1953 en Los Ángeles. Su padre era un veterano de la Segunda Guerra Mundial nacido en California, y su madre, era una novia de guerra originaria de Jiangmen (Guangdong). Creció en Los Ángeles, hasta su adolescencia, cuando la familia se mudó al Área de la Bahía de San Francisco.
En 1974, obtuvo un B.A. en matemáticas en la Universidad de California en Los Ángeles y en 1979, un Ph.D. en psicología de la Escuela de Psicología Profesional de California de la Universidad Internacional Alliant.
Enseñó psicología en el distrito de colegios comunitarios de Los Ángeles durante 20 años, incluidos 13 años en East Los Angeles College.

### Carrera política
El primer cargo desempeñado fue el de miembro de la junta del Distrito Escolar Garvey en Rosemead (California) en 1985.
En 1988, fue elegida miembro del concejo municipal de Monterey Park (California). En 1989, se convirtió en alcaldesa de Monterey Park y sirvió hasta 1994, ocupando la alcaldía durante tres períodos.
Se postuló para la Asamblea Estatal de California en 1994, pero perdió las primarias demócratas ante Diane Martínez; en 1998 perdió las primarias ante Gloria Romero. Fue elegida miembro de la Asamblea Estatal el 15 de mayo de 2001, luego de una elección especial después de que Romero fuera elegida al Senado Estatal de California. Fue elegida para un mandato completo en 2002 y reelegida en 2004. El distrito incluye Alhambra, El Monte, Duarte, Monterey Park, Rosemead, San Gabriel, San Marino y South El Monte, dentro del condado de Los Ángeles.
Con la prohibición de postularse para un tercer período completo en 2006 por los límites de mandato, fue elegida miembro de la Junta Estatal de Igualación del cuarto distrito, que representa a la mayor parte del condado de Los Ángeles.
Decidió postularse para las elecciones especiales de 2009 a la Cámara de Representantes de los Estados Unidos por el 32.º distrito congresional de California después de que la congresista Hilda Solís fuera nombrada secretaria de Trabajo de Estados Unidos por el presidente Barack Obama. Lideró las elecciones especiales del 19 de mayo. Sin embargo, debido a la naturaleza de las primarias (con ocho candidatos demócratas y cuatro republicanos) solo obtuvo el 32% de los votos, muy por debajo del 50% de los votos necesarios para ganar en primera vuelta. En la segunda vuelta, derrotó a la republicana Betty Chu (su prima política y entonces concejal de la ciudad de Monterey Park) por 62% a 33%.
Forma parte del Comité de Medios y Arbitrios y del Comité de Pequeños Negocios de la Cámara de Representantes.